# زهنغ بو
زهنغ بو (بالصينية: 郑波) هو لاعب كرة الريشة صيني، ولد في 26 نوفمبر 1983 في خونان في الصين.

## وصلات خارجية
- زهنغ بو على موقع BWF.tournamentsoftware.com (الإنجليزية)
- زهنغ بو على موقع BWFbadminton.com (الإنجليزية)
- زهنغ بو على موقع اللجنة الأولمبية الدولية (الإنجليزية)
- زهنغ بو على موقع أوليمبيديا (الإنجليزية)
- زهنغ بو على موقع اللجنة الأولمبية الصينية (الإنجليزية)